# Cat & Calmell
Cat & Calmell — австралійський поп-дует з Сіднея, заснований у 2020 році.
У жовтні 2020 року гурт Cat & Calmell випустив свій дебютний сингл, «Dumbshit».

## Історія
У червні 2021 року гурт Cat & Calmell випустив сингл «Get Old» з дебютного мініальбому Life of Mine. Дует сказав, що мініальбом «включає в себе час нашого життя, який був сповнений хвилюванням, але також і великою невизначеністю. Це така позначка часу наших трохи молодших і трохи більш безрозсудних днів. Багато пісень з цього мініальбому були написані деякий час тому, тому приємно бачити, де ми були і звідки прийшли як з точки зору нашої музики, так і нашого тогочасного світогляду».
29 вересня 2023 року дует Cat & Calmell випустив мініальбом How Do You Feel?.

## Учасники гурту
- Кетрін Стреттон (Catherine Stratton)
- Калмелл Тігль (Calmell Teagle)

## Дискографія

### Мініальбоми
| Назва                  | Інформація про альбом                                                  |
| ---------------------- | ---------------------------------------------------------------------- |
| Life of Mine           | - Реліз: 25 червня 2021 - Лейбл: EMI Music - Формат: Digital download  |
| Live from Splendour XR | - Реліз: 6 жовтня 2021 - Лейбл: EMI Music - Формат: Digital download   |
| How Do You Feel?       | - Реліз: 29 вересня 2023 - Лейбл: EMI Music - Формат: Digital download |

### Сингли
| Назва              | Рік  | Альбом            |
| ------------------ | ---- | ----------------- |
| "Dumbshit"         | 2020 | Life of Mine      |
| "Dramatic"         | 2021 | Life of Mine      |
| "Jorge"            | 2021 | Life of Mine      |
| "Get Old"          | 2021 | Life of Mine      |
| "Cry"              | 2022 | Сингл без альбому |
| "Overstimulated"   | 2023 | How Do You Feel?  |
| "Feel Alive"       | 2023 | How Do You Feel?  |
| "Wasting Away"     | 2023 | How Do You Feel?  |
| "Give Urself 2 Me" | 2024 | Сингл без альбому |

## Нагороди та номінації

### APRA Awards
Нагородження APRA щорічно проводиться в Австралії та Новій Зеландії, Австралазійською асоціацією Australasian Performing Right Association, за досягнення в написанні пісень, виступах наживо в ефірі і музичних продажах.
| Рік  | Номіновано | Нагорода                | Результат | Ref.          |
| ---- | ---------- | ----------------------- | --------- | ------------- |
| 2022 | "Dramatic" | Most Performed Pop Work | Номінація | [ 13 ] [ 14 ] |

### J Awards
J Awards — це щорічна серія австралійських музичних нагород, заснована молодіжною радіостанцією Triple J, Австралійської телерадіомовної корпорації. Премія заснована в 2005 році.
| Рік  | Номіновано   | Нагорода                     | Результат | Ref.   |
| ---- | ------------ | ---------------------------- | --------- | ------ |
| 2023 | "Feel Alive" | Australian Video of the Year | Номінація | [ 15 ] |

### Rolling Stone Australia Awards
Нагорода Rolling Stone Australia Awards присуджуються щорічно в січні або лютому австралійським підрозділом журналу Rolling Stone за видатний внесок у популярну культуру в попередньому році.
| Рік  | Номіновано    | Нагорода        | Результат | Ref.   |
| ---- | ------------- | --------------- | --------- | ------ |
| 2022 | Cat & Calmell | Best New Artist | Номінація | [ 17 ] |